# Егглькофен
Егглькофен (нім. Egglkofen) — громада в Німеччині, розташована в землі Баварія. Підпорядковується адміністративному округу Верхня Баварія. Входить до складу району Мюльдорф. Складова частина об'єднання громад Ноймаркт-Занкт-Файт.
Площа — 13,99 км2. Населення становить 1208 ос. (станом на 31 грудня 2020).